# Atari ST

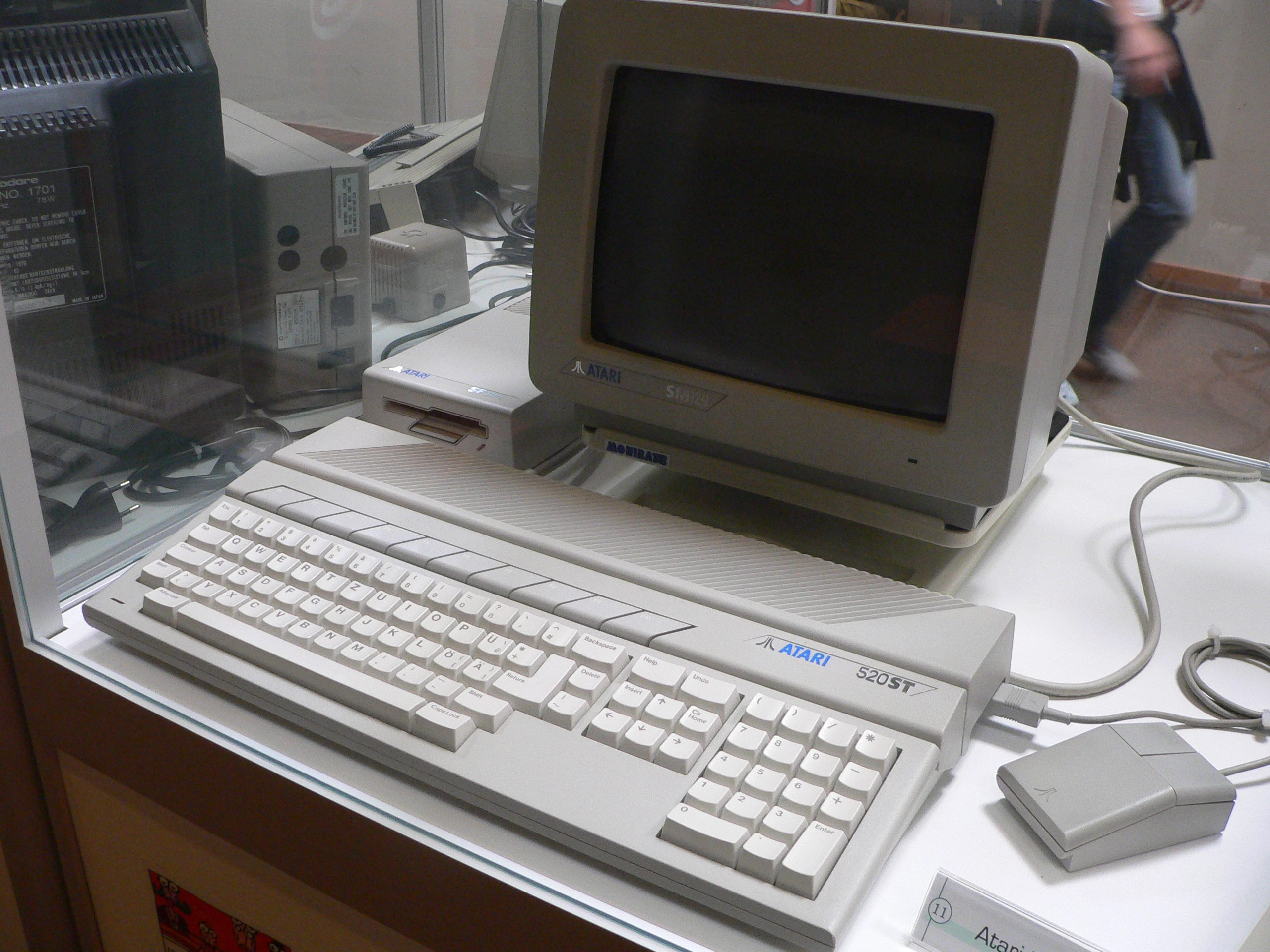
Atari 520ST

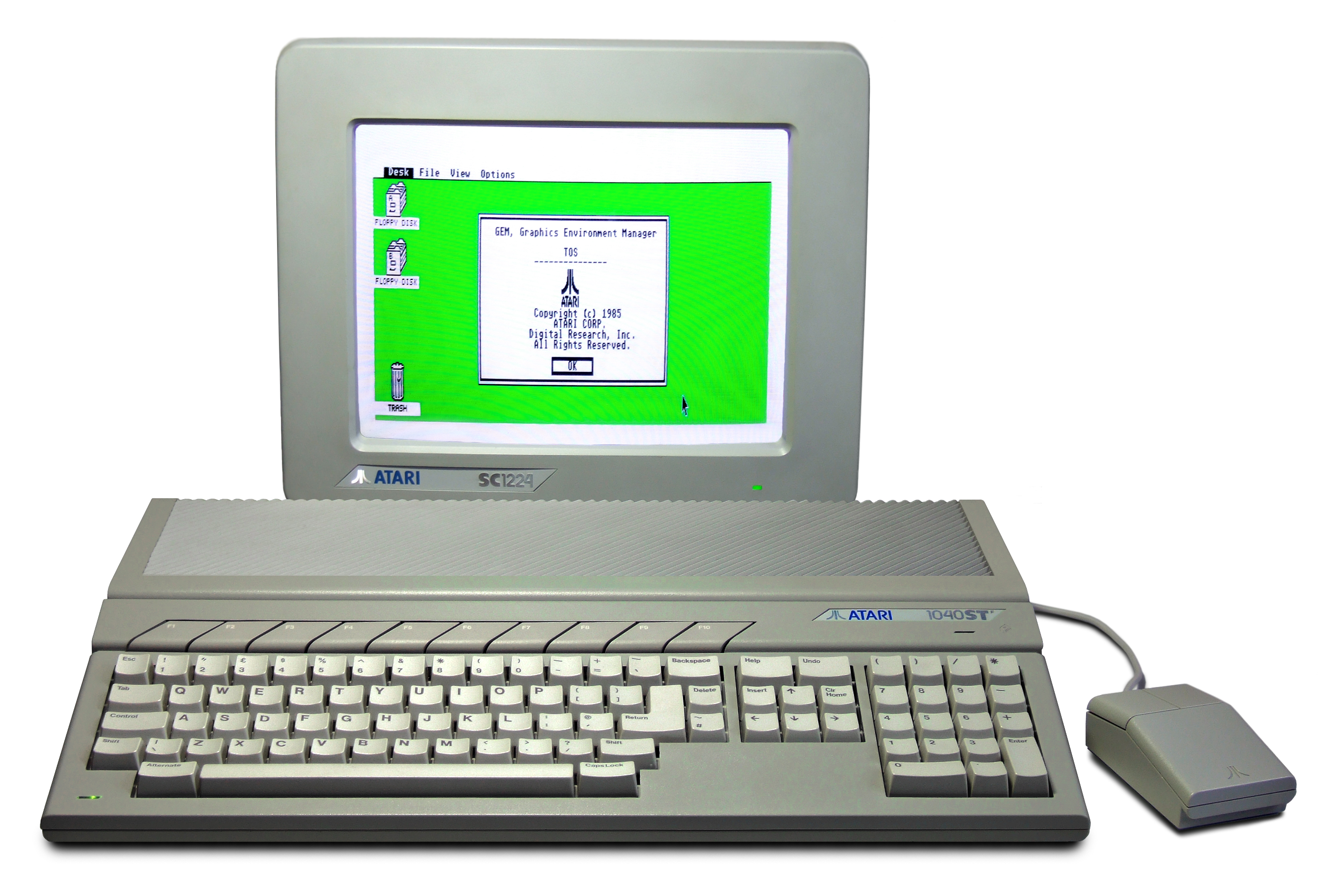
Atari 1040ST ^{F}

Atari ST - сімейство домашніх персональних комп'ютерів фірми Atari, що випускалися з 1985 року і протягом 1990-х. ST у назві сімейства - це скорочення "Sixteen/Thirty-two" - "16/32", тобто 16-розрядний комп'ютер з 32-розрядною внутрішньою шиною процесора Motorola 68000 .
Atari ST була помітною машиною, на основі процесора Motorola 68000, з ОЗУ від 512 КБ та 3,5-дюймовим дисководом як пристрій зберігання даних. Цей комп'ютер був схожий на інші машини того часу на основі Motorola 68000 Apple Macintosh і Commodore Amiga . Хоча Макінтош і став першим доступним комп'ютером з графічним інтерфейсом користувача, він був обмежений вбудованим чорно-білим монітором низької роздільної здатності. Ранні моделі Atari також мали чорно-білий монітор з високою роздільною здатністю 640х400 пікселів (high resolution), також підтримували кольоровий графічний режим 320х200 пікселів (16 кольорів, low resolution) і 640x200 (4 кольори, medium resolution). Таким чином, екран у пам'яті завжди займав 32 000 байт.
Atari ST пізніших моделей оснащувалися т.п. н. блітером — своєрідним графічним прискорювачем, який забезпечував прискорення операцій бітмапінгу, необхідні швидкого відтворення елементів інтерфейсу, а сама TOS стала однією з перших масових графічних операційних середовищ.
Atari ST/STE оснащувалися також MIDI -інтерфейсом зі стандартними 5-штирковими роз'ємами, що зумовило широке поширення цих комп'ютерів у музичній сфері. Програми Logic фірми Emagic і Cubase фірми Steinberg, що стали згодом індустріальним стандартом у музичному світі, вперше з'явилися саме на Atari. Комп'ютери цього типу застосовували в студійній та концертній роботі такі гранди, як Олександр Зацепін,  Queen, Жан-Мішель Жарр, Клаус Шульце, Tangerine Dream, Kraftwerk, Aphex Twin, Fatboy Slim .

## Моделі
- 520ST+
- 520ST
- 260ST
- 520ST M
- 520ST FM
- 1040ST F
- 1040ST FM
- Mega ST
- 520ST E та 1040ST E
- Mega STE
- STacy
- ST Book